# NGC 137
NGC 137 је лентикуларна галаксија у сазвежђу Рибе која се налази на NGC листи објеката дубоког неба.
Деклинација објекта је + 10° 12' 31" а ректасцензија 0h 30m 58,1s. Привидна величина (магнитуда) објекта NGC 137 износи 12,8 а фотографска магнитуда 13,8. NGC 137 је још познат и под ознакама UGC 309, MCG 2-2-17, CGCG 434-19, KARA 25, PGC 1888.